# Tender Is the Night
Tender Is the Night is een Amerikaanse dramafilm uit 1962 onder regie van Henry King. Het scenario is gebaseerd op de gelijknamige roman uit 1934 van de Amerikaanse auteur F. Scott Fitzgerald.

## Verhaal
De psychiater Dick Diver heeft een verhouding met zijn rijke patiënte Nicole. Hij zet zijn praktijk stop om samen met haar een zorgeloos leven te kunnen leiden. Als hij uiteindelijk zijn carrière weer wil opnemen, verlaat Nicole hem voor een andere man.

## Rolverdeling
| Acteur             | Personage              |
| ------------------ | ---------------------- |
| Jennifer Jones     | Nicole Diver           |
| Jason Robards      | Dr. Richard Diver      |
| Joan Fontaine      | Baby Warren            |
| Tom Ewell          | Abe North              |
| Cesare Danova      | Tommy Barban           |
| Jill St. John      | Rosemary Hoyt          |
| Paul Lukas         | Dr. Dohmler            |
| Bea Benaderet      | Mevrouw McKisco        |
| Charles Fredericks | Albert Charles McKisco |
| Sanford Meisner    | Dr. Franz Gregorovious |
| Mac McWhorter      | Colis Clay             |
| Albert Carrier     | Louis                  |
| Richard De Combray | Francisco Prado        |
| Carole Mathews     | Mevrouw Hoyt           |
| Alan Napier        | Señor Pardo            |